# 新川さくら館
新川さくら館（しんかわさくらかん）は、東京都江戸川区にある多目的施設である。

## 概要
江戸時代には、現在の千葉県市川市付近にあった塩田から江戸へ塩を運ぶための水路として新川が掘られた。その歴史を伝えるとともに、休憩スペースや広場等を活用したイベントの開催による観光の拠点の一つとして2013年（平成25年）に建てられた。和風の外観が特徴。
「新川さくら」というイメージキャラクターが存在する。

## 設備
多目的ホールと2つの集会室を備え、文化活動、講演会、軽運動など様々な用途に利用できる。また、館内には軽食・土産物コーナー、多目的トイレが設置されている。
- 多目的ホール　110平方メートル、90人収容
- 集会室1　定員12名
- 集会室2　定員24名

集会室は間仕切りを外すと1つの広い部屋として使える。なお、多目的ホール、集会室は飲食不可。

## アクセス
都営新宿線船堀駅または東京メトロ東西線葛西駅から都営バス錦25系統に乗車。
駐車場はない。